# Фельдхорст
Фельдхорст (нем. Feldhorst) — община в Германии, в земле Шлезвиг-Гольштейн. 
Входит в состав района Штормарн. Подчиняется управлению Нордстормарн.  Население составляет 586 человек (на 31 декабря 2010 года). Занимает площадь 15,48 км².
Коммуна подразделяется на 2 сельских округа.